# キャプテン★レインボー
『キャプテン★レインボー』（「★」は発音しない）は、2008年8月28日に任天堂から発売されたWii用アクションアドベンチャーゲーム、及び同作に登場する主人公の名。公式のジャンル表記はアクショベンチャー。パッケージには「実はかっこいいヒーローのゲームではない!」といった煽り文が記されている。

## 概要
『ギフトピア』、『ちびロボ!』の流れをくむ、スキップ開発で任天堂から発売のアクションアドベンチャーゲーム。任天堂発売のゲームとしては珍しいレーティング審査B（12歳以上対象）の作品である。
プレイヤーはミミン島に願いを叶えにきた落ち目のスーパーヒーロー・キャプテン★レインボーに変身する青年ニックとして、願いを叶えるのに必要な大地の力の結晶「キラリン」を集めることになる。その過程で島の住人たちと交流を深めていく。しかし願いを叶えられる力を持つのはニックだけであるため、プレイヤーはニックの願いを叶えるか、島の住人の願いを叶えるかで選択を迫られることになる。願いを叶えられた住人は島から去っていく。
島の住民達は過去の任天堂ゲームのマイナーキャラクター達である。また、台詞回しなどにおいてパロディが多い（ナレーターの解説の決め台詞やリトルマックのテーマ曲「あさっての情」など）。
シナリオに関しては西健一がそれまでに関わった作品と同様のテーマが見受けられ、『moon』のテーマである「アガペー（無償愛）」のほか、『L.O.L. 〜LACK OF LOVE〜』のテーマである「環境問題」にまつわるエピソードも登場している。ストーリー展開は、レーティング審査Bであるようにそれまでのスキップのゲーム以上にシュールで際どいギャグが多く、一方で終盤などではかなりシリアスな展開も見せている。

## ストーリー
自由の国「マメルカ」のヒーローの「キャプテン★レインボー」。しかし、彼が人気者だったのももはや昔の話。新たなヒーローの登場や番組視聴率の低迷などによりついに番組は打ち切りとなり、落ち目のヒーローとなってしまった。
キャプテン★レインボーの正体である青年ニックは、再び子供たち憧れのヒーローとなるべく、どんな願いも叶うという伝説の島「ミミン島」を目指し旅立つ。だがその最中、海で溺れる不思議な生き物を発見する。助けるべく海に飛び込んだキャプテン★レインボーだったが、水が弱点であるため変身が解けてしまう。さらにニックはカナヅチだったため、逆に溺れて意識を失ってしまった。
浜辺に打ち上げられ、意識を失っているニックに不思議な生き物は腕輪を授け、姿を消す。意識を取り戻したニックは、漂着した島の住人たちの話からここがどこなのかを知る。実はこの島こそが伝説のミミン島で、彼らもニックと同様に自分の願いを叶えに来ていたのである。だが、ここに来て自分の願いを叶えられた者は未だにいないのだという。
ところが、不思議な生物に授けられた腕輪や島に存在するレインボーの到着を予期した遺跡などによって、ニックは自分の願いを叶えに来たはずが、「人の願いを叶えることができる唯一の存在」となってしまう。
自分の願いを叶えるか、ヒーローとしてみんなの願いを叶えるか。ニックことキャプテン★レインボーはどうするのだろうか?

## システム
ゲーム中には「アドベンチャーパート」と「アクションパート」の2つのモードが存在し、条件を満たす事で入れ替わりで行われる。基本的にはアドベンチャーが軸となってゲームは進行していく。
主人公ニックはヒーロー「キャプテン★レインボー」に変身する事ができる。変身中は身体能力が上昇し、さらにヨーヨーで攻撃・破壊・収拾ができるため、アドベンチャーパートの探索に必須である事に加え、アクションパートの流星夜でも有利に立ち回る事ができる。しかし変身には時間制限があり、「レインボー変身メーター」がゼロになると変身解除と共に死んでしまいゲームオーバーとなる。メーターはミミン島に自生しているキノコや果物を食べると少量回復し、ひかりの料理を食べる・寝具で休む・流星夜で他の人の願いをかなえる事で全回復する。

### アドベンチャーパート
アドベンチャーパートは、住人からの依頼をこなしながら、流星夜発生に必要な「キラリン」を集めていくこととなる。キラリンは、落ちているものを拾う、点在するはにわや石を壊す、住人からの依頼をこなす等をすると手に入る。
住人からの依頼内容は様々で、特定のアイテムを持ってくるものやミニゲームをこなすものなどがある。また、特定のイベントをこなすと、住人との間に「強い絆」が結ばれ、その住人はアクションパートにおいて協力を要請、及び祭壇で願いを叶えることが可能になる。
キラリンを20個集めると「流星夜」が発生、強制的にアクションパートに移行する。

### アクションパート（流星夜）
アクションパートが始まると、願いを叶えるのに必要な「スター」が島のどこかに落下し、回収するとスターを天上界の祭壇まで運ぶこととなる。アドベンチャーパートで強い絆を結んだ住人は、スターを持っている状態で話しかけるとスターを運ぶパートナーとなってくれ、その住人が祭壇において願いを叶える対象となる。
流星夜の最中はバリアのようなものが島のあちこちに発生して行けない場所ができる他、普段はおとなしくしていた「シャドー」達がスターを奪いに行動を始める。
スターを持っている状態のニック、またはシャドーがタックルに当たると、スターの所有権を賭けた早押し対決のミニゲームとなる。
シャドーの倒し方は早押し対決で勝つ以外にもスターを持っていない状態ならタックルで体力を削って倒すことができ、レインボー状態ならスターを持っていてもヨーヨーで迎撃できる。
早押し対決に負ける、またスターを持っているパートナーがシャドーにタックルされるとスターを奪われてしまい、奪ったシャドーにタックルを当てて早押し対決を挑み、取り戻さなくてはいけない。
取り戻せないでシャドーが特定の位置に着くと「暗黒のフォークダンス」を開始、儀式を阻止してスターを取り戻さないと、スター消滅と共にニックが死亡してゲームオーバーとなってしまう。
また、ゲーム後半の流星夜では雨が降っている事があり、その時はキャプテン★レインボーに変身できないため、ニックの状態で流星夜を挑まないといけない。
アクションパートは「一定時間経って流星夜が終了する」、「スターを島に点在する「スターのゴミ箱」に破棄する」、「祭壇で願いを叶える」のいずれかで終了し、キラリンの所持数が0となってアドベンチャーパートに戻る。

### 願いを叶える
スターを持って祭壇に到着すると、願いを叶えるイベントが発生し、ニックとパートナーどちらの願いを叶えるかという選択を迫られる（ニック1人で来た場合は、この場で自分の願いを叶えるかどうかになる）。
自分（ニック）の願いを叶えると、ニックはヒーローに帰り咲いたことになり、ゲームは一応の終了を迎える（しかしスタッフロールなどはなく、バッドエンド扱いとなる）。
みんな（パートナー）の願いを叶えると、その住人は島を去り、再びアドベンチャーパートに戻る。その場合、去った住人に関するミニゲームができなくなる。
また、他の住人が絡むイベントに関しては去った住人がヒントをくれる立場の場合、ノーヒントで解決しなければならなかったり、中途半端にイベントが終わったり、そもそも起きなかったりすることなどがある。

## 登場キャラクター
概要で述べたように、登場キャラクターの大部分は過去の任天堂作品とスキップ開発作品に登場したマイナーキャラクターとなっている。
他の作品から登場のキャラクターの場合、本作独自のアレンジや設定が加えられているものが多い。
ニック
本作の主人公。かつてはヒーロー「キャプテン★レインボー」として活躍していたが現在は落ち目。マメルカ出身の24歳（リトルマックとの模擬戦時より）。
再び子供達の人気を取り戻したいという願いを叶えるためにミミン島を訪れるが、ひょんなことから自分が願いを叶えられる唯一の人物になってしまう。
キャプテン★レインボー
ニックが変身した姿。青いスーツと七色のストライプが特徴。武器はヨーヨー。水が弱点で、海水はおろか雨にさえ触れると元の姿に戻ってしまう。
ミミン
島名の由来ともなっている不思議な生き物たちで、ミミン島に宿る大地の精霊。名前のとおりウサギのような耳が特徴。好奇心旺盛で、人懐っこく積極的に近づいてくる。
死ぬと、耳に蓄積した大地の力から流星夜を呼び起こすのに必要な「キラリン」を残す。
はぐれミミン
オープニングにおいて、ニックに願いを叶える為に必要な「ミミンの腕輪」を託した灰色の耳を持つミミン。通常のミミンよりも耳が大きくて垂れ下がっており、杖のような小枝を持っている。耳をちぎっても死なずに元通りになるなど謎が多い（ミミンにとって耳がちぎれることは本来致命傷である）。
ゲーム中でも島のあちこちでニックを観察しているが、近づいたりサインしたりするとすぐ姿を消してしまう。
サブイベントを進めることで明らかとなるが、その正体は大昔にキラリンと流星夜の秘密を教え、ミミンの腕輪を生み出したミミンである。人間と仲良くなった最初のミミンであり、1人の人間の頼みでキラリンを空に返す力を腕輪の形にして渡してしまった事で、本来自然の恵みを願うための儀式である流星夜の悪用による島の荒廃、キラリン不足に伴う人間によるミミンの虐殺という悲劇を引き起こしてしまった。それにより自然から死ねなくなる呪いを掛けられたのである。ミミンの呪いを解く方法は、誰かの為に願いを叶えられる強い心の人間を探す事であり、つまりミミンの腕輪を持ったものが本当の意味での流星夜を起こして、人間の犯した間違いを浄化するしかない。
巨大ミミン（※正式名称不明）
島のとある所に隠れている巨大なミミン。ニックが来ると関西弁で応答するが、実は喋っているのではなく手元のテープレコーダーで録音した音声を流している（誰の声なのか、録音であるにもかかわらずなぜこちらの行動を全て予期した内容が流れるのか、などといったことは全て謎に包まれている）。
ニックの見つけた「隠れミミン」の数に応じてアイテムをくれる。
シャドー
ミミン島に住む黒い影。伸縮自在の液体のような身体を持ち、生きているのかも死んでいるのかも分からない。普段は自分の身体から出した液体で気に入らない物を塗り固めるだけだが、流星夜になると突如騒ぎ出して出現したスターを奪おうとする。
その正体はかつて己の欲望を満たそうとした人間がスターを掲げた時に生まれたその者の欲望を映した影と言われている。そしてスターを奪う理由も「誰かの為に願いを叶えられるのを怯えているから」である。
ミミン島の地下には無数のシャドー達が蠢いており、流星夜で願いをかなえる度に数が増えてしまう。そして最終的には身体の中心に一つ目が現れ、島を影で浸食してしまう。
ナレーター（※正式名称不明）
ゲーム中の随所に挿入され、様々な解説を行う謎の声。
何かあると、どこからともなく「説明しよう!」と解説を入れる。プロローグによると、変身ベルトを経由してニックと交信しているらしく、彼の声はニックにしか聞こえていないようである。

### 他作品からのキャラクター
他作品からの登場となる以下の12キャラクターが願いを叶える対象となる。
ひかり
ディスクシステムソフト『新・鬼ヶ島』からのキャラクター。本作のヒロイン的存在。
ミミン島の神社で暮らす巫女。原作から大きくアレンジされており、「乙姫」のような姿をしていて、京都弁で喋る。料理が得意だが、マメルカの料理の場合はよくわからないので和食食材を使った創作料理となる。恋愛小説が好きで、神社の寝床に多数置かれている（なお、この設定は『新・鬼ヶ島』の続編である『遊遊記』のヒロイン・ちゃおのものである）。実はいびきがかなりひどい。彼女の願いはゲーム終盤に判明する。
物語が本当の意味でスタートを切った時、ひかりが料理した物をニックに渡してくれる。自生されている食べ物と違って持ち歩きする事ができる。
そしてひかりが渡す食べ物は変身メーターが全回復する。また、料理した物を食べた時は翌日にまた料理した物を渡してくれる。
マッポ
GCソフト『ギフトピア』からのキャラクター。
ミミン島の警察官ロボット。私服警官になるという夢があり、それを叶えることと警官としてのキャリアを積むために島に来た。普段は島のKOBAN（交番）を拠点にパトロールをしている。
悪い人物ではないのだが、勘違いが多くてそそっかしい人物。動力は電池で、一日おきに充電池を自分で交換している。
ミミン島には掲示板があり、マッポが常に更新している。そのためマッポが願いをかなえると掲示板の更新がなくなる。
タオ
マッポ同様、GCソフト『ギフトピア』からのキャラクター（ただし、デザインは『ちびロボ!』に登場したものがベース）。
KOBAN隣の犬小屋に住んでいる中型の雑種犬。首輪をつけていたり犬小屋があったりするが、現在は特定の飼い主はいない様子。
とにかく食べることが大好きで、いついかなる場合もそのことを考えている（ナレーター曰く「私ではこの犬を愛するのは無理」）。人懐っこくて誰の話もきちんと聞く。
キャサリン
『マリオシリーズ』からのキャラクター（厳密な初登場は『夢工場ドキドキパニック』である）。
「セクシーダイナマイトモンスター」を自称するオカマの恐竜（自称は「乙女」）。モテモテになるという夢を叶えに島に訪れたのだが、ゲーム開始時はある理由からマッポに拘束されていた。
かなりの気分屋で、拘束された際は「×」による文字の伏せや放送禁止音が入るほどの暴言を振りまいていた。
現在もマリオシリーズによく登場するため、一概にはマイナーなキャラとは言えない部分もあるが、これは「マイナーだが一応は認知されているキャラを出したい」というスタッフの意向から登場した経緯がある。
リトルマック
FCソフト『パンチアウト!!』からのキャラクター。
元世界的チャンピオン。しかし現在は丸々と太って別人のようになってしまい、再びチャンピオンにへと返り咲くという夢を叶えにやってきた。
だが、全く成果を挙げられていない状態で、ニックとともに過酷な減量に臨むことになる。
ダイエット成功後に行えるニックとの模擬戦時によると、現在23歳らしい（原作では17歳）。年齢もあってか、原作であった「ケンカ好き」という設定は見られず、礼儀正しい性格になっている。
鷹丸
ディスクシステムソフト『謎の村雨城』からのキャラクター。
日の昇る国から来たというサムライ。剣術、特に居合い斬りの達人である。剣術を極めにやって来たといい、修行にも励んでいるが、すでに剣術は極めているという噂も（その腕前はレインボーのヨーヨーを切り払って弾くほど）。
実は女性が苦手で、興奮すると噴水の如く鼻血を出す。彼が島に来た一番の目的はこれの克服である。
それ以外にもなんば歩きで歩く、座りながら寝る、という変わった習慣や一面もあるが、基本的には生真面目な人物で、ミミンたちからも好かれている。
マメルカの言葉は聞き取りづらいのか、ニックのことを「肉球（にっきゅ）」と呼ぶようになる。
トレイシー
GBソフト『ゼルダの伝説 夢をみる島』からのキャラクター（ただし原作での名前は「気まぐれトレーシー」）。
大人の色気を振りまくセクシーダイナマイトな美女。卓越した薬の調合技術を持ち、それによって財を築いた大富豪である。世界中の男たちを虜にするのを夢にやってきた。
ただ、自分に魅了される男が多過ぎるせいか本当の意味で男を認めるということはあまり無いらしい。自分が認めた数少ない男として屋敷にはマリオやリンクの写真が飾られている。
チョコスナックが好物で、ポッキーのような菓子を常に持っている。
ファミコン兵士
FCソフト『ファミコンウォーズ』からのキャラクター。
現在は「元兵士」となっており、バレーボールの世界大会で金メダルを目指している（ただ、匍匐前進の訓練は継続している）。6人おりその内1人が隊長のようだが、全員同じ姿・口調であり全く見分けが付かない。マメルカ出身ではないようだが関連国の者なのか、ニックと初対面時にニックがマメルカ出身であることを見抜いたうえで連れ戻しに来たショーグンでないかと質問していた。トレイシーに憧れており、ブロマイドを見張り小屋に飾ったり、隊長は夜な夜な彼女に家に忍び込んだりしている。また、隊員の内2人はひかりの修行風景の覗き見するのが日課となっている。
なぜ彼らがバレーボールをしているのかというと、元々はディスクシステム『バレーボール』の女性選手たちを出す予定だったのだが、「ブルマの若い女性たちというのは絵としてまずい」ということで、同じく集団行動を取る別のキャラに差し替えられたためらしい。
リップ
SFCソフト『パネルでポン』からのキャラクター。
花の妖精の女の子で、女王様（原作どおりならリップの母）に褒められるような立派な魔法使いになるのが夢。花の妖精で、家にも大量の花を植えているにも拘らず重度の花粉症で、マスク無しではまともに外に出られない。
花は「パックンちゃん」と名づけたパックンフラワーを特に大事にしている。何にも必死になるのだが失敗や勘違いが多かったり、人をあだ名で呼んだりと島民の中でも特に浮いており、不思議っ子呼ばわりされている（ニンテンドーチャンネルでのマッポ曰く「萌えキャラ」）。
また、リップのみ、願いを譲った時の展開が終盤だと明確に違う部分が存在する。
本作のキャラクターで、唯一任天堂とスキップ以外の会社（インテリジェントシステムズ）が制作・権利を所持しているゲームから登場のキャラである（『ファミコンウォーズ』や『デビルワールド』なども同様にインテリジェントシステムズが開発、『新・鬼ヶ島』はパックスソフトニカが開発だが、版権は任天堂が単独で所有している）。
デビル
FCソフト『デビルワールド』からのキャラクター。
魔界から来たという悪魔で、自称未来の大悪人。願いももちろん大悪人になること。だが、いかにもダメそうな雰囲気を振りまいている小心者で、島民の中では比較的常識人である。
みんなには内緒で、こっそりミミンたちを可愛がっている。初代ゲームボーイとピザ、ヘヴィメタルが元気の源。
おっさん
FCソフト『ゴルフ』からのキャラクター。原作では見た目がマリオにそっくりだが、『ファミリーコンピュータMagazine』の特集でマリオである事が否定されている。
高脂肪・低モラルな風貌の中年ゴルファー。本名は語らなかったので不明。プロゴルファーだが重度のスランプに陥っており、最難関トーナメントで優勝するという夢を叶えに来た。
風貌だけでなく実際にも低モラルな行動が目立ち、人前でもお構い無しに股間を掻く。また、掃除や洗濯はほとんど出来ないようで、家には化学兵器並みと称され程の悪臭がするズボンが放置され、ハエやゴキブリもいる。
既婚者で、妻と娘の写真が家に飾られており、優勝は家族の温もりを取り戻す為でもある。
ギッチョマン
GCソフト『ちびロボ!』からのキャラクター。彼のみ、スタート時からミミン島に滞在しておらず、少しゲームを進めるとイベントなどを通じて登場する。
正義と悪の区別が付かないという問題大有りな時代遅れのヒーローで、自称「宇宙刑事 ギッチョマン」。ローンを組んで宇宙船を購入して自分探しへと旅立っていたのだが、宇宙船が彗星に衝突してミミン島に墜落してしまった。
ニックと同業者ゆえか、ニックがキャプテン★レインボーであるということを初対面時から知っていた。

## 用語
マメルカ
ニックの出身国。ゲーム中では、「自由の国マメルカ」とも呼ばれている。
ミミン島
ゲームの舞台となる南の島。絶海の孤島であることや流星夜の存在から「伝説の島」と呼ばれていた。
数多くの生物や生息し、様々な果実やキノコといった作物も採れる恵み豊かな島である。建築物の多くは願いを叶えに来た者が建てたものだが、神社やミミンをかたどった石像など儀式場を思わせる建築も存在している。
ミミンの腕輪
オープニングでニックが身に付けることになる不思議な腕輪。
ミミンとは違い、流星夜を起こす力がない人間の為に生み出された道具で、この腕輪を身に付けた者はキラリンを空に送ってスターを作り出し、流星夜を起こすことが可能となる。
流星夜
キラリンを空高くに送り、送ったキラリンが一定の量に達すると一つの大きな星「スター」となって地上に降ってくるというミミン島の現象。正式には「流星夜の奇跡」という。
スターは通常のキラリンよりも強力な力を持ち、これを回収して島にある天上界の祭壇に捧げると、その力でどんな願いでも叶える事ができる。

## みんなのニンテンドーチャンネル
本作はWii・みんなのニンテンドーチャンネルで2008年7月9日から発売直前の8月27日までチャンネル更新（夏季休業となった8月13日以外の毎週水曜日）のたびに、2分前後の登場キャラクター紹介ムービーが配信されていた（なお、公式ホームページの開設は同年8月8日である）。このニンテンドーチャンネルでの「発売前のゲームが数週間にわたる連続シリーズとして配信が行われる」という広告形式は後に『Wii Music』でも行われ、本作はその最初の例となった。
内容は、ゲーム中の登場するキャラクター関連のイベントに関して紹介し（基本的に、次回紹介対象となるキャラが司会を務める）、しかしこのゲームは○○ゲームではないと忠告、次回内容の予告で締めるとなっている。最後の更新のみ2つ配信され、いつもどおりの内容と、このままではきりがないので打ち止めとしてのゲーム本題を紹介するムービーが公開された。
現在は公式ホームページでも見ることができる。

## 評価
ファミ通クロスレビューでは8、7、8、8の31点でシルバー殿堂入り。レビュアーはゲーム性は単調でキャラクターの性格、台詞、アクションなど全体的に個性的で人を選ぶが魅力でもあり、島は広くないがプレイを縛るものはあまりなく自分のペースでゆったりしたり、テンポよくも遊べ、物語はくだらないながらその中で不思議と胸を打つものもあり、下品なネタもあるが年季の入ったプレイヤー向けだとした。
販売は芳しくなく、メディアクリエイト調べで発売初週で6361本の売り上げだった。

## 備考
- 本作はそれまでのスキップ開発ゲームとは違い、西健一がディレクターではなくシナリオ担当としてクレジットされている。これは、西が2006年末でスキップを退社・独立しており、その後は契約という形で参加していたのだが2007年4月以降は自分の活動と両立が困難として完全に開発から退いたためである[1]。

- 作品の原案は、田邊賢輔の構想していた「マイナーキャラが集合する「裏スマブラ」みたいなゲーム」というアイデアに、西が構想していた「追いかけっこをテーマとしたゲーム（アクションパートの原型）」という企画を組み合わせて作られた[1]。
  - 本作で登場した任天堂キャラクターの内、リトル・マックは後に本家スマブラにプレイヤーキャラクターとして参戦している。

- 任天堂ホームページにおけるCEROの審査解説ページでは本作のパッケージが範例として使われていた（2013年末頃まで）[4]。